# Eden Island
Eden Island est une île artificielle des Seychelles, située sur la côte est de Mahé à 3,5 km de la capitale Victoria.

## Histoire
L'île a été créée artificiellement dans les années 2000. Elle appartient aux îles du port de Mahé, qui sont pour la plupart des îles artificielles.

## Géographie
Eden Island est étendu sur une surface de 40 ha avec 16 ha de canaux privés qui desservent une marina. On dénombrait environ 1000 habitants en 2014.
Les appartements de l'île sont gérés par une compagnie privée sud-africaine, l'Eden Island Development Company Limited qui a investi depuis 2006 plus de 350 millions de dollars pour leur construction.